# Aérodrome de Saint-Omer - Wizernes
L’aérodrome de Saint-Omer - Wizernes (code OACI : LFQN) est un aérodrome ouvert à la circulation aérienne publique (CAP), situé sur les communes de Longuenesse et de Wizernes à 2,5 km au sud-ouest de Saint-Omer dans le Pas-de-Calais (région Hauts-de-France, France).
Il est utilisé pour la pratique d’activités de loisirs et de tourisme (aviation légère).

## Histoire
Du 6 au 8 août 1910 un des premiers meetings aériens de France est organisé sur le plateau des Bruyères, quatre hangars sont construits pour l'occasion.
En 1911-1912 le constructeur aéronautique, les « chantiers Tellier » obtient le libre usage du plateau des Bruyères pour ses essais.

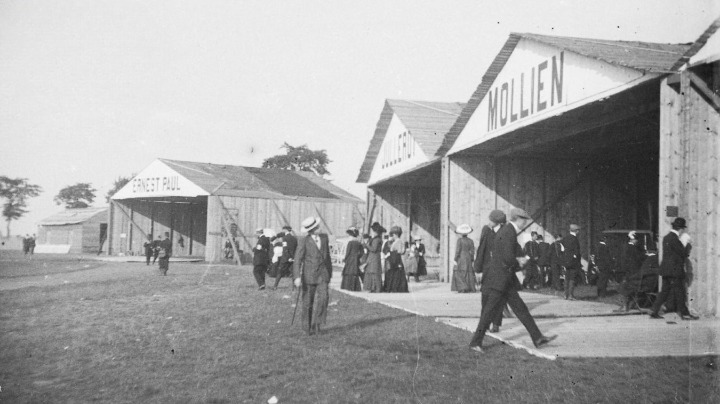
Photographie du meeting aérien de 1910 (fonds Desceller).

Durant la Première Guerre mondiale, en septembre 1914. La Royal Flying Corps (RFC) anglaise créée 2 ans plus tôt par le roi George V  s'installe aux Bruyères pour y établir son quartier général. À l'époque la RFC ne compte que quatre escadrons et moins de 200 appareils. C'est lors de la bataille de Mons en Belgique et la bataille de la Marne qu'elle va effectuer ses premiers vols de reconnaissance en partant des Bruyères. Pendant 4 ans c'est le point central de la nouvelle armée de l'air anglaise et un lieu de transit pour les avions en mission avec notamment une école de formation pour les pilotes. L'aérodrome/base militaire monte jusqu'à 4 000 hommes et est le plus grand terrain d'aviation britannique sur le sol français.

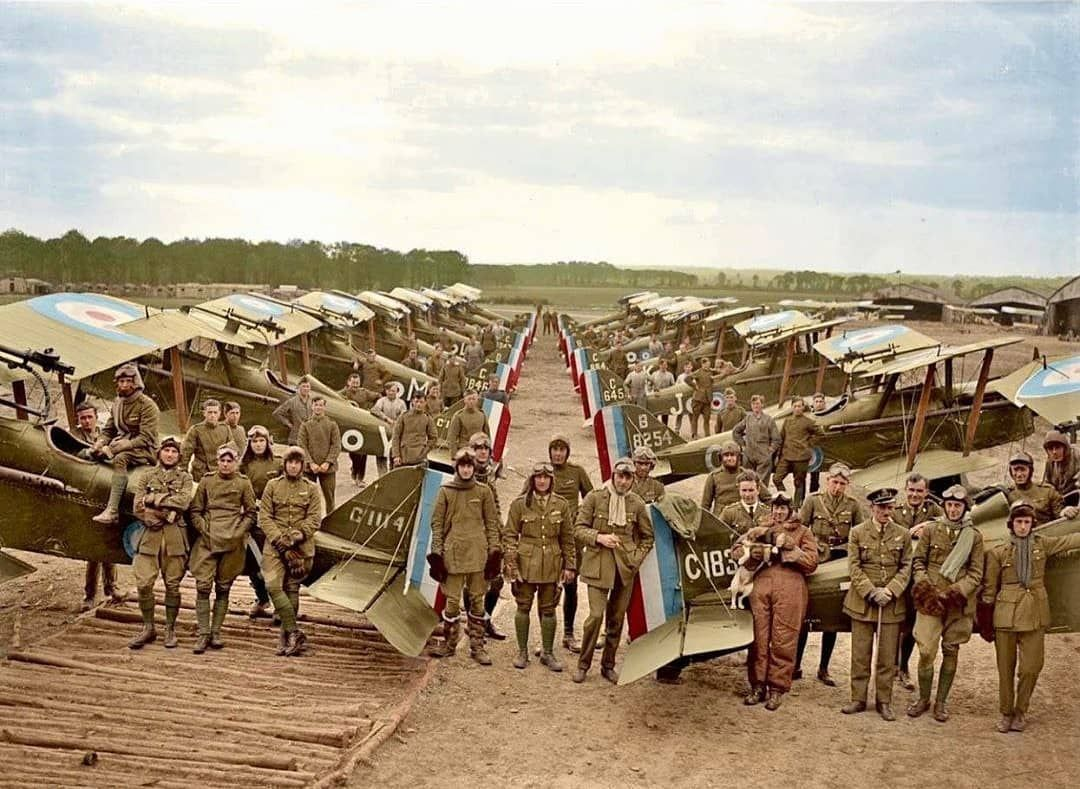
Photographie d'un escadron aux Bruyères (recolorisée).

Au printemps 1916 le grand quartier général britannique quitte l'aérodrome trop exposé laissant néanmoins les aviateurs sur le site. À la fin de la guerre la Royal Flying Corps devient l'actuelle  Royal Air Force (RAF).
Le 41e squadron de la RAF créé en 1916 aux Bruyères porte encore le souvenir de la ville sur chacun de ses appareil ainsi que sur son blason arborant la croix patriarcale, symbole héraldique de la ville de Saint-Omer,.
Le 13 mai 1943 durant la Seconde Guerre mondiale la 8e Air Force américaine bombarde l'aérodrome des Bruyères alors contrôlé par les nazis.

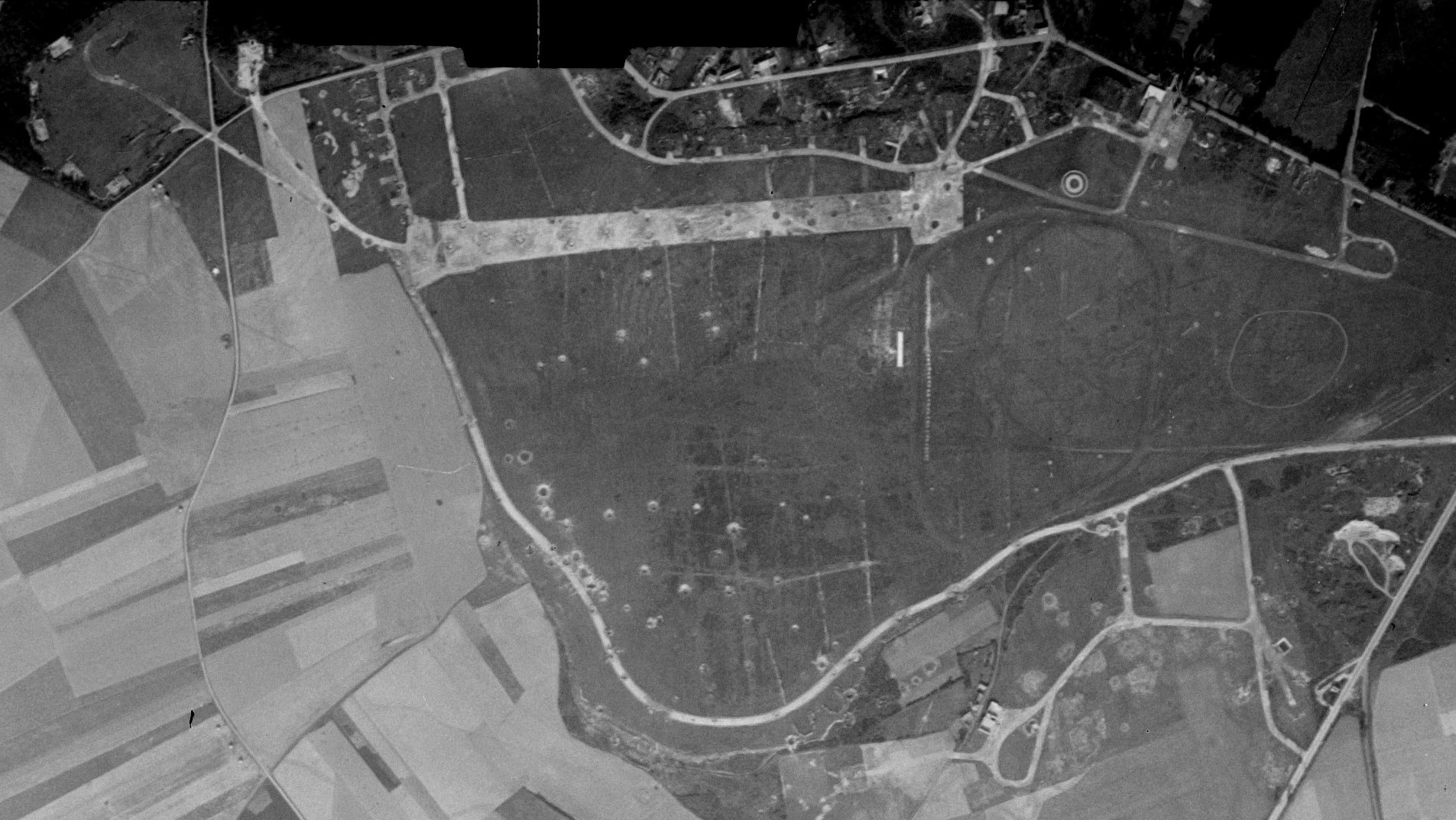
Photographie aérienne de 1947 montrant les dommages des bombardements.

Les Allemands vont construire le grand hangar de stockage d'avion actuel durant leur occupation du site (voir l'article en allemand pour l'occupation Allemande).
En 1952 l'aéro-club est créé sous sa forme actuelle.
En 2004, le « British Air Services Memorial » est inauguré en souvenir des sacrifices de la guerre.

## Installations
L’aérodrome dispose de quatre pistes :
- Une piste bitumée orientée est-ouest (09/27) longue de 597 mètres et large de 20 ;
- Une piste en herbe orientée sud-nord (03/21) longue de 660 mètres et large de 80[2].

S’y ajoutent :   
- Une aire de stationnement ;
- Un hangar ;

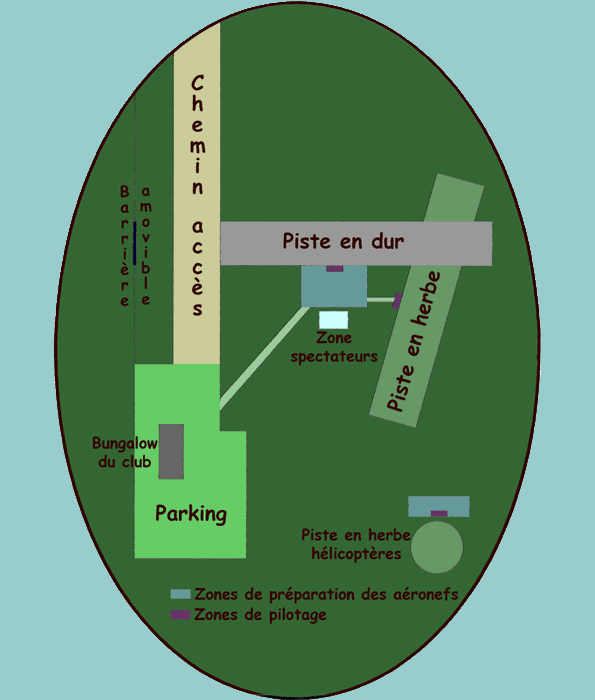
Plan du site de décollage pour modèles réduits.

- Une station d’avitaillement en carburant (100LL) et en lubrifiant.

L’aérodrome n’est pas contrôlé. Les communications s’effectuent en auto-information sur la fréquence 123,500 MHz
L'aérodrome possède aussi des aménagements prévus pour la pratique de l'aéromodélisme avec :
- 1 piste goudronnée de dimension 100 m x 6 m orientée Est-Ouest ;
- 1 piste en herbe de dimension 90 m x 6 m orientée Nord-Sud ;
- 2 tables de montage ;
- 3 tables de démarrage ;
- un parking pour les véhicules.

## Galerie

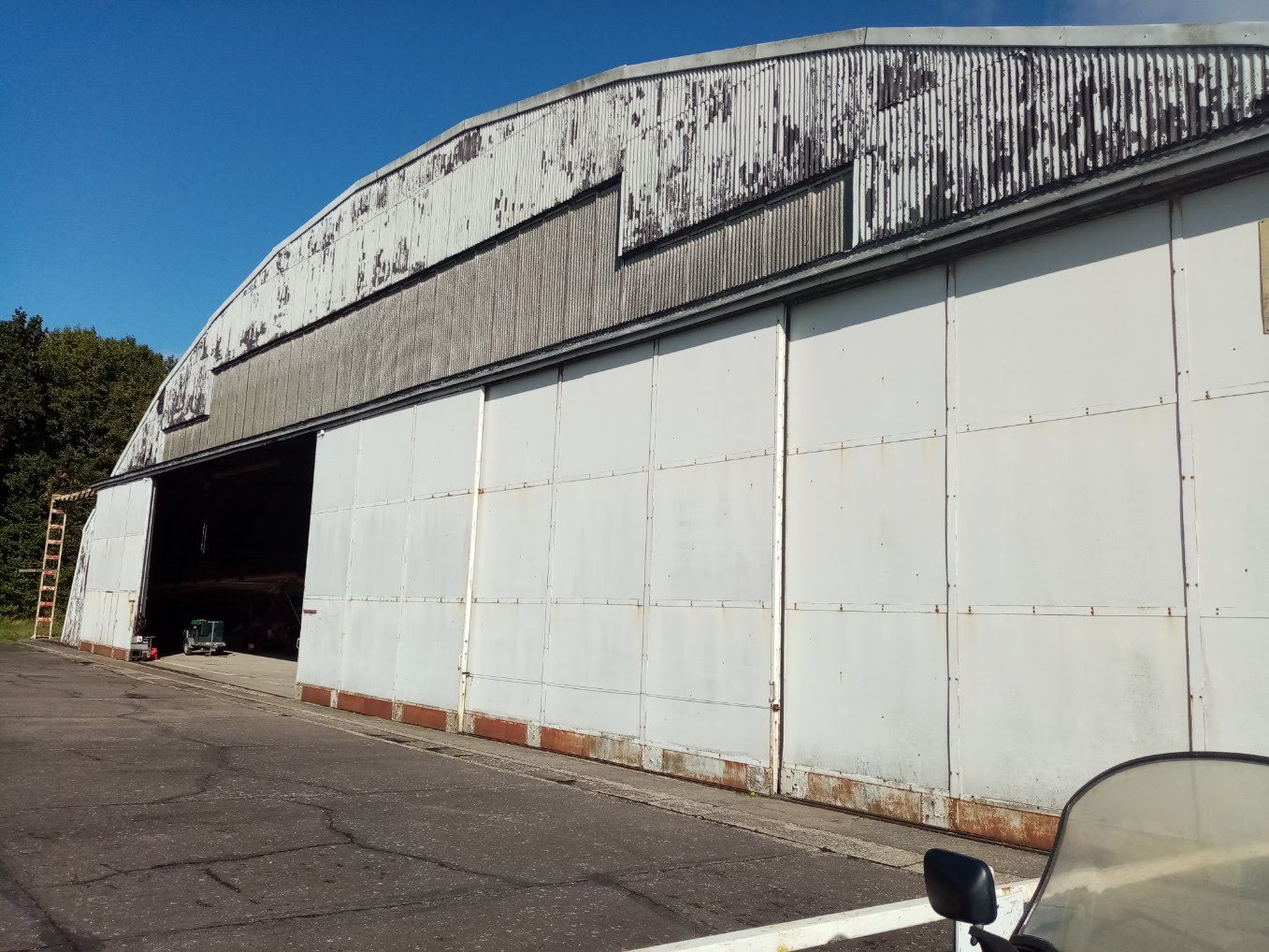
Grand hangar datant de l'occupation allemande.
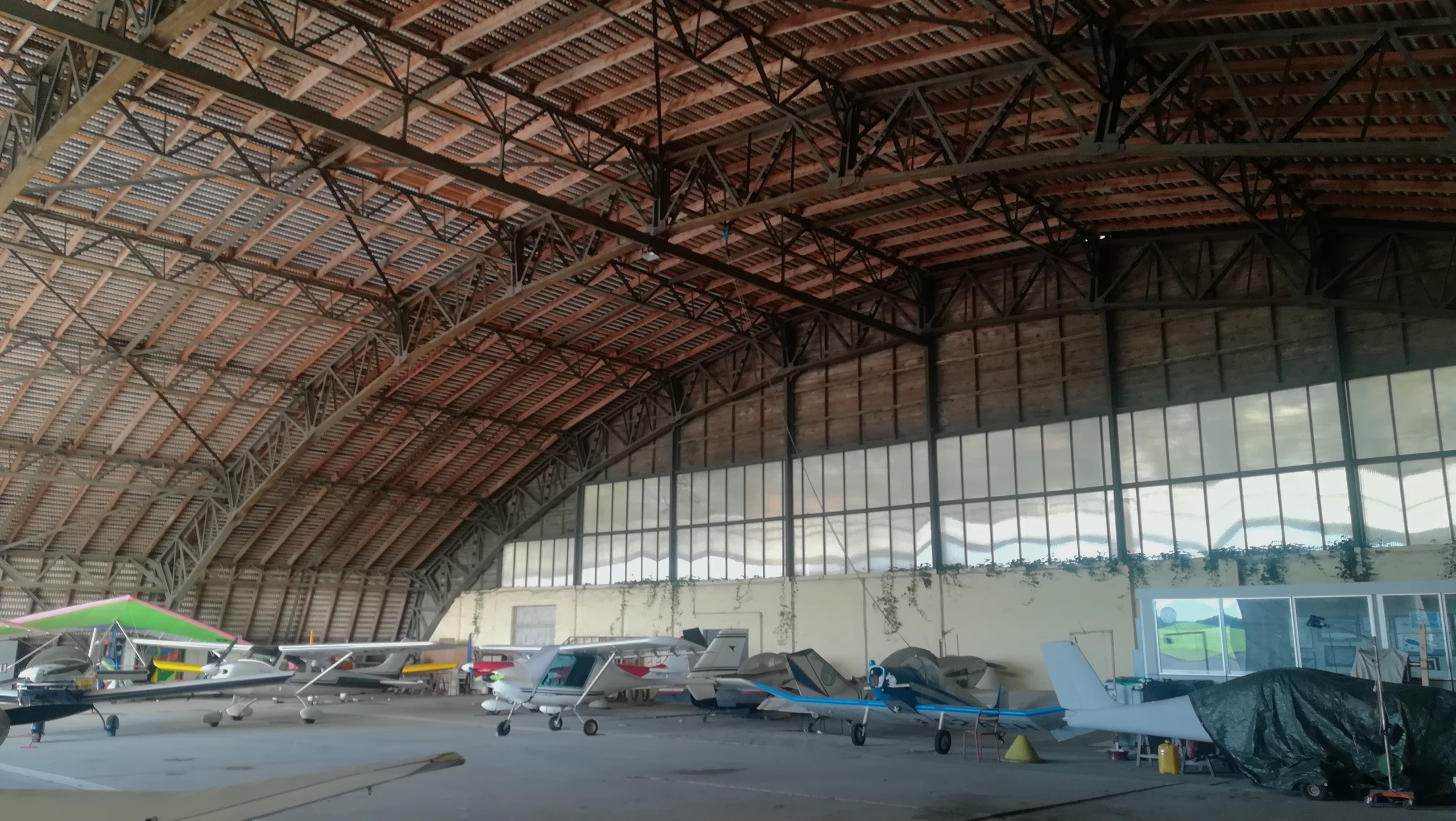
Intérieur du hangar et charpente classée datant de l'occupation allemande.
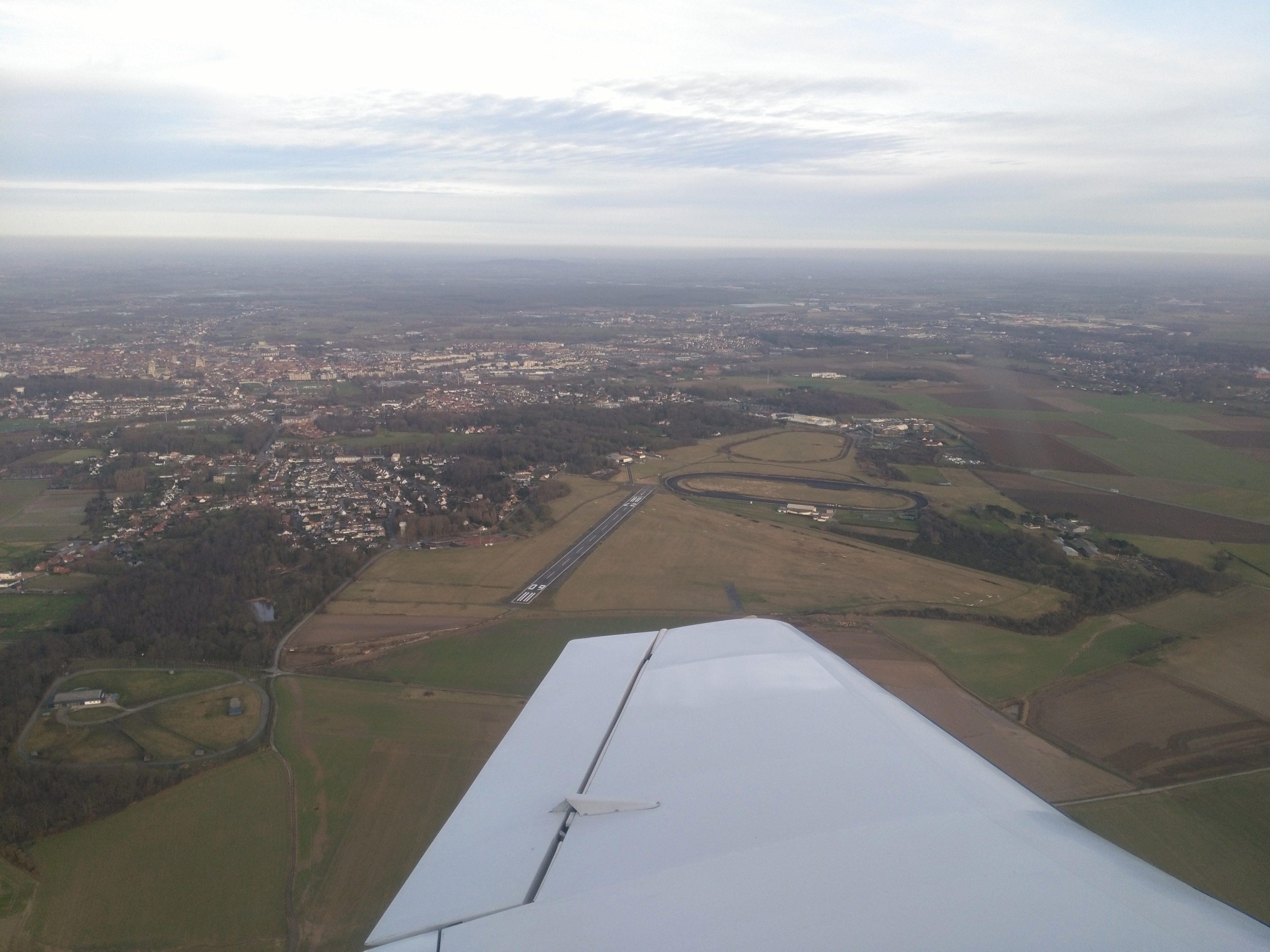
Vue de l'aérodrome
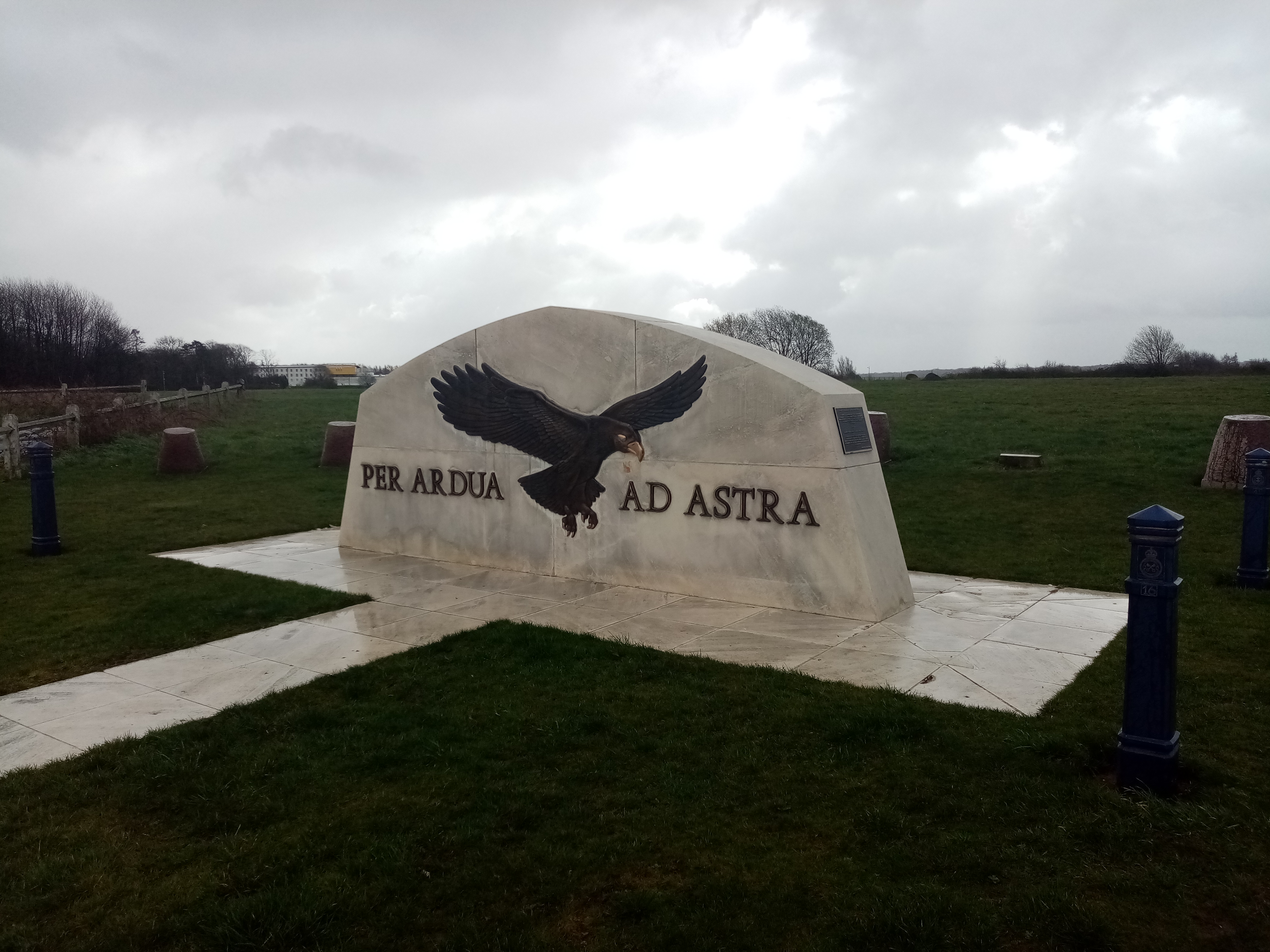
Le British Air Services Memorial.

## Activités
- Aéroclub de Saint-Omer
- Aéromodélisme club de Saint-Omer